# Nankang
Nankang Rubber Tire — тайваньская компания, основанная в 1959 году. Компания занимается производством шин. Штаб-квартира компании расположена в Тайбэе.

## Собственники и руководство
Основной владелец компании — г-жа Чжань Цайюнь (Zhan Caiyun). Председатель совета директоров компании — г-н Вэн Вэньсюн (Weng Wenxiong). Главный управляющий — г-жа Чжань Цайюнь.